# Mithotyn
Mithotyn es un grupo sueco de viking metal, cuyas letras tratan mayoritariamente sobre la mitología nórdica y temas vikingos.
La banda se formó en el año 1992, bajo el nombre de Cerberus, nombre bajo el que publicaron una maqueta, cambiándose el nombre por el de Mythotyn al año siguiente. Hasta 1997 no sacaron su primer álbum, de nombre In the Signs of The Ravens. Al año siguiente publicarían King of The Distant Forest, que se convertiría en su álbum más aclamado. Por último, Gathered Around the Oaken Table salió a la luz en 1999, año en el que se disolvieron y dos de sus componentes, Stefan Weinerhall y Karsten Larsson, formaron el grupo de power metal Falconer.

## Miembros
- Rickard Mertisson: Voz, bajo
- Stefan Weinerhall: Guitarra
- Karl Beckmann: Guitarra, teclado
- Karsten Larsson: Batería

## Discografía
- In the Sign of the Ravens (1997)
- King of the Distant Forest (1998)
- Gathered Around the Oaken Table (1999)

- Datos: Q1424294